# 재보험
재보험(再保險)은 보험계약의 위험을 분산시키기 위해 보험회사가 드는 보험으로 보험사를 위한 보험이라고 할 수 있다. 재보험의 경우 피보험자는 보험회사(원보험자)가 되고 보험자는 재보험자가 된다. 세계적으로 스위스 리(Swiss Re), 뮤닉 리(Munich Re), 젠 리(Gen RE)등의 업체가 유명하며 대한민국에는 1960년대 설립된 코리안리(한국재보험)가 있다.

## 나라별 상법

### 대한민국
재보험은 보험자가 인수한 보험계약상의 책임의 전부 또는 일부를 다른 보험가에게 인수시킬 것을 목적으로 하는 보험계약으로 책임보험의 일종이다(661조). 이때의 재보험에 대하여 처음의 보험을 원보험(原保險：元受保險)이라 한다. 재보험은 원보험자가 혼자서 전부 부담하기 어려운 다액의 계약 또는 다수의 계약을 체결한 경우 또는 화재보험에 있어서는 지역적으로 한 곳에 편재한 다수계약이 체결된 경우 등에 위험의 일부를 다른 보험자에게 전가하면서 한편 보험료의 차액을 이득하기 위하여 이용된다. 재보험과 원보험은 경제상으로는 동질적인 위험을 부담하므로 같은 성격의 보험이 되나 법률상으로는 전혀 별개의 계약이므로 원보험이 손해보험이든 인보험이든 재보험은 책임보험에 속한다(726조). 재보험자가 보상책임을 부담하는 시점은 원보험자가 보험사고발생 때의 채무를 부담하므로 그 때가 된다. 따라서 원보험자가 현실로 이행하였는가는 불문한다.

## 재보험의 정의
Robert W. Strain은 재보험을 "재보험자가 대가(재보험)를 받고 출제자에게 출재사가 발급한 보험증권 하에서 지급하게 되는 손해의 전부 또는 일부에 대하여 보상할 것을 약속하는 거래”라고 정의하고 있다. (Reinsurance Contract Wording, 1992, p.766).재보험은 손해보험에서 보험경영의 안정화를 위해서 꼭 필요하다. 거대위험을 인수하는 손해보험 특성상, 일정 부분만을 보유하고 나머지 부분은 전 세계 재보험자에게 위험을 분산함으로써 위험의 집중화를 막는다.

## 재보험의 필요성
- 위험의 분산
- 지급여력유지
- 새로운 상품
- 이익의 평준화
- 보험사업의 중지

## 재보험의 기능
재보험은 보험자의 보험인수 능력을 높이고 예기치 못한 사고로부터 보험회사를 보호한다. 보험회사가 도산할 위험을 줄여 주고 손익의 변동성을 줄여준다. 재보험사는 위험 관리에 풍부한 노하우를 보유하고 있으며 원보험사에게 그 노하우를 제공하고 있다.
1) 보험자의 인수능력 강화
2) 대형재해로부터 보험자의 보호
3) 보험수익의 안정
4) 영업종목 중지 시 이용
5) 위험인수에 따른 정보획득

## 재보험의 종류
재보험은 2가지 방법으로 구분할 수 있는데 하나는 임의재보험과 특약재보험으로 구분하는 것과 또 하나는 비례적재보험과 비비례적재보험으로 구분하는 것이다.

### 임의재보험과 특약재보험
- 임의재보험 (Facultative reinsurance) : 원보험자는 재보험을 필요로 하는 개별 원보험계약 단위별로 재보험자에게 재보험을 요청하고 재보험자는 재보험 인수여부를 결정하는 재보험이다.
- 특약재보험 (Treaty reinsurance) : 원보험자와 재보험자 간에 출재대상, 계약의 범위, 재보험자의 책임한도액, 재보험수수료 등의 담보조건을 규정한 특약을 사전에 체결하고 이에 따라 약정된 기간에 재보험계약의 청약 및 인수가 자동적으로 처리되는 재보험이다.

### 비례적재보험과 비비례적재보험

##### 비례적재보험 (proportional reinsurance)
재보험자가 원보험계약에 의하여 인수된 위험을 일정한 비율에 따라 인수하는 재보험이다.
- 비례재보험특약(quota share R/I Treaty)
- 초과재보험특약(surplus R/I Treaty)
- 비례 및 초과액재보험특약 (Quota Share & Surplus R/I Treaty)
- 의무적 임의재보험특약 (Facultative/Obligatory R/I Treaty-F/O Cover)
- 포괄담보계약(Open Cover)

계약을 체결하면 자동으로 출제가 되며 개별 위험을 별로 인수여부를 판단할 수 없다. 출재사와 운명을 같이 하며 보험료와 보험금에 대한 책임을 정한 비율에 따라 나눈다.

##### 비비례적재보험
비비례적재보험 (non-proportional reinsurance)은 비례적으로 분할하지 않고 출재자는 일정 보험금 이하만 책임을 부담하고 그 이상의 보험금은 재보험자가 부담하는 형식으로 다음과 같은 여러 방법이 있다.
- 위험당 담보 (Cover per risk: Working Excess of Loss)
- 사고당 담보 (Cover per event: Catastrophe Excess of Loss)
- 초과손해율 담보 (Excess of Loss Ratio Cover)
- 총액 초과손해액 담보 (aggregate excess of loss cover)

## 세계 재보험 시장
세계적으로 재보험의 주요 시장은 영국, 유럽, 미국 및 버뮤다를 꼽을 수 있다. 재보험 시장에서는 세계시장에 대한 담보 능력이 중요하며 자유로운 외환거래와 재보험 중개사의 적극적인 활동도 필수적이다.

### 영국의 재보험 시장
영국 시장은 수재위주의 시장으로서 Company Market과 Lloyd's Market으로 구성되어 있다. 새로운 상품과 서비스를 개발하고 수요자에 맞는 서비스하는 것으로 알려져 있다. 2000년 현재 영국에는 약 700개의 보험회사가 있으며 128개의 로이드 신디케이트가 있다. 로이드에는 250개의 로이드 중개인이 재보험 중개를 하고 있으며 영국내 손해보험료의 40%를 해외로부터 수재하고 있다. 현재 해상, 선박, 항공보험 및 자연재해보험 분야에 앞서고 있다.

### 유럽의 재보험 시장
유럽의 주요 재보험 시장으로는 독일, 스위스, 프랑스를 꼽을 수 있으며 오랜 역사를 가지고 있다. 최근 유럽통합과 WTO등에 의하여 재보험자들간 국가간 매수 합병도 활발해지고 있다.

### 미국의 재보험 시장
미국은 세계 제1의 보험시장으로 전국적으로 약 3,500개의 보험회사가 존재한다. 전업 재보험사로는 120개가 영업을 하고 있으며 유럽 시장과 달리 해외로부터 수재는 적은 편이다.

### 버뮤다의 보험 시장
버뮤다는 세금 면세지역으로 전 세계 3000여 곳의 종속보험회사 중 절반이 위치한 나라이다. 1999년도 기준 외국인이 100% 출자한 기업들이 8,600개사가 있으며 원, 재보험사들은 1,357개사에 달한다. 특히 Ace, Exel, Centre Re, Mid Ocean Re, Partner Re사는 막대한 자금력과 창의적인 운영으로 앞으로 지속 성장할 것으로 보인다.

### 세계 15대 재보험사
2013년 세계 15대 전업 재보험사 명단은 다음과 같다.
| 1  | 뮌헨 리 (Munich Reinsurance Co.)        | 독일   |
| 2  | 스위스 리 (Swiss Reinsurance Co.)       | 스위스 |
| 3  | Hannover Rueckversicherung AG           | 독일   |
| 4  | Berkshire Hathaway Re                   | 미국   |
| 5  | Lloyd’s                                 | 영국   |
| 6  | SCOR SE                                 | 프랑스 |
| 7  | 코리안리재보험 (Korean Reinsurance Co.) | 한국   |
| 8  | PartnerRe Ltd.                          | 버뮤다 |
| 9  | Everest Reinsurance Co.                 | 버뮤다 |
| 10 | MS&AD Holdings                          | 일본   |
| 11 | Korean Reinsurance Co.                  | 한국   |
| 12 | Transatlantic Holdings Inc.             | 미국   |
| 13 | NKSJ Holdings                           | 일본   |
| 14 | Tokio Marine Group                      | 일본   |
| 15 | General Ins. Corp. of India             | 인도   |

## 같이 보기
- 유동화

## 참조
1. ↑  출처: Standard & Poor's Global Reinsurance Highlights 2013 Edition

## 참고 문헌
- 이기수∙최병규∙김인현, 『보험∙해상법』, 박영사, 2008. ISBN 9788910515210